# Schalenstein von Castleton

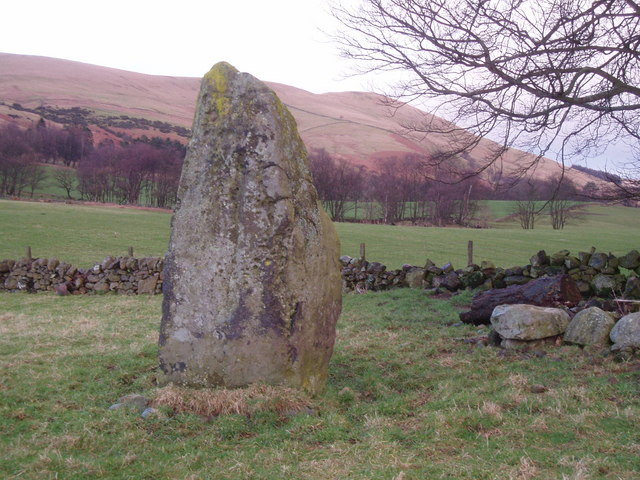
Schalenstein von Castleton

Der Schalenstein von Castleton steht am Castleton Hill, westlich von Pool of Muckhart, bei Dollar in Clackmannanshire in Schottland. Der Stein wurde erstmals im Namensbuch von 1859 beschrieben.
Der 2,2 m hohe, 1,0 m breite und 0,9 m dicke Menhir (englisch Standing stone) steht in der Nähe der Westseite der namengebenden Farm. Er wird als Erinnerungsstein eines unbekannten Ereignisses betrachtet.
Der Stein trägt insbesondere auf dem unteren Teil seiner Nordseite eine Reihe kleiner Schälchen, von denen einige auf Verwitterung zurückzuführen sein können. Während der Untersuchung wurden keine Informationen bezüglich einer Verlegung des Steins in den 1920er Jahren gefunden. 